# Seeds (EP de Kat Dahlia)
Seeds es el primer mixtape de la cantante estadounidense Kat Dahlia. Fue publicado el 21 de noviembre de 2013 en tiendas iTunes por el sello Epic Records.

## Lista de canciones
- Edición estándar[2]

| Seeds |                                   |          |  |
| N.º   | Título                            | Duración |  |
| 1.    | «Happy and I Know It»             | 3:29     |  |
| 2.    | «The High»                        | 4:10     |  |
| 3.    | «Game of Life»                    | 3:24     |  |
| 4.    | «Fucking Trust»                   | 3:34     |  |
| 5.    | «302»                             | 3:31     |  |
| 6.    | «I Got Another Man» (Bonus Track) | 3:34     |  |
| 21:45 |                                   |          |  |